# Listă de filme britanice din 1967
Aceasta este o listă de filme britanice din 1967:

## Lista
| Titlu                              | Regizor                                                            | Distribuție                                                  | Gen             | Note                                                  |  |
| ---------------------------------- | ------------------------------------------------------------------ | ------------------------------------------------------------ | --------------- | ----------------------------------------------------- |  |
| Accident                           | Joseph Losey                                                       | Dirk Bogarde, Stanley Baker, Jacqueline Sassard              | Drama           |                                                       |  |
| Africa Texas Style                 | Andrew Marton                                                      | John Mills, Hugh O'Brian                                     | Adventure       |                                                       |  |
| Attack on the Iron Coast           | Paul Wendkos                                                       | Lloyd Bridges, Andrew Keir                                   | War             |                                                       |  |
| Battle Beneath the Earth           | Montgomery Tully                                                   | Kerwin Mathews, Viviane Ventura                              | Sci-fi          |                                                       |  |
| Bedazzled                          | Stanley Donen                                                      | Peter Cook, Dudley Moore                                     | Comedy          |                                                       |  |
| Berserk!                           | Jim O'Connolly                                                     | Joan Crawford, Ty Hardin                                     | Horror/slasher  |                                                       |  |
| Billion Dollar Brain               | Ken Russell                                                        | Michael Caine, Karl Malden, Françoise Dorléac, Oskar Homolka | Spy thriller    | Based on Len Deighton's novel                         |  |
| The Bobo                           | Robert Parrish                                                     | Peter Sellers, Britt Ekland                                  | Comedy          |                                                       |  |
| Carry On Doctor                    | Gerald Thomas                                                      | Kenneth Connor, Frankie Howerd                               | Comedy          |                                                       |  |
| Casino Royale                      | Ken Hughes, John Huston, Joseph McGrath, Robert Parrish, Val Guest | David Niven, Peter Sellers, Ursula Andress                   | Comedy          |                                                       |  |
| A Challenge for Robin Hood         | C.M. Pennington-Richards                                           | Barrie Ingham, Peter Blythe                                  | Adventure       |                                                       |  |
| Charlie Bubbles                    | Albert Finney                                                      | Albert Finney, Billie Whitelaw                               | Drama           |                                                       |  |
| A Countess from Hong Kong          | Charles Chaplin                                                    | Marlon Brando, Sophia Loren                                  | Drama           | Chaplin's last film as a director                     |  |
| Cuckoo Patrol                      | Duncan Wood                                                        | Freddie Garrity, Kenneth Connor                              | Comedy/musical  |                                                       |  |
| Danger Route                       | Seth Holt                                                          | Richard Johnson, Carol Lynley                                | psy Thriller    |                                                       |  |
| The Day the Fish Came Out          | Michael Cacoyannis                                                 | Tom Courtenay, Sam Wanamaker, Candice Bergen                 | Comedy          |                                                       |  |
| Deadlier Than the Male             | Ralph Thomas                                                       | Richard Johnson, Elke Sommer                                 | Adventure       |                                                       |  |
| Doctor Faustus                     | Richard Burton, Nevill Coghill                                     | Elizabeth Taylor, Richard Burton                             | Drama           |                                                       |  |
| The Double Man                     | Franklin J. Schaffner                                              | Yul Brynner, Britt Ekland                                    | Thriller        |                                                       |  |
| Far from the Madding Crowd         | John Schlesinger                                                   | Julie Christie, Alan Bates, Terence Stamp, Peter Finch       | Literary drama  | Number 79 in the list of BFI Top 100 British films    |  |
| Fathom                             | Leslie H. Martinson                                                | Raquel Welch, Anthony Franciosa                              | Comedy Thriller |                                                       |  |
| The Fearless Vampire Killers       | Roman Polanski                                                     | Jack MacGowran, Sharon Tate                                  | Comedy horror   | British-American co-production                        |  |
| Five Golden Dragons                | Jeremy Summers                                                     | Bob Cummings, Margaret Lee                                   | Mystery         | British-German co-production                          |  |
| Follow That Camel                  | Gerald Thomas                                                      | Phil Silvers, Kenneth Williams                               | Comedy          |                                                       |  |
| Frankenstein Created Woman         | Terence Fisher                                                     | Peter Cushing, Susan Denberg                                 | Horror          |                                                       |  |
| Half a Sixpence                    | George Sidney                                                      | Tommy Steele                                                 | Musical         |                                                       |  |
| Hell is Empty                      | John Ainsworth, Bernard Knowles                                    | Martine Carol, Anthony Steel                                 | Crime           | British/Czechoslovakian co-production                 |  |
| Here We Go Round the Mulberry Bush | Clive Donner                                                       | Barry Evans, Judy Geeson                                     | Drama           |                                                       |  |
| A Home of Your Own                 | Jay Lewis                                                          | Bridget Armstrong, Ronnie Barker                             | Comedy          | Short film                                            |  |
| How I Won the War                  | Richard Lester                                                     | Michael Crawford, John Lennon                                | Dark comedy     |                                                       |  |
| I'll Never Forget What's 'Isname   | Michael Winner                                                     | Oliver Reed, Carol White                                     | Drama           |                                                       |  |
| It!                                | Herbert J. Leder                                                   | Roddy McDowall, Jill Haworth                                 | Science fiction |                                                       |  |
| The Jokers                         | Michael Winner                                                     | Michael Crawford, Oliver Reed                                | Comedy          |                                                       |  |
| Jules Verne's Rocket to the Moon   | Don Sharp                                                          | Burl Ives, Terry-Thomas, Gert Fröbe                          | Sci-fi/comedy   |                                                       |  |
| Just like a Woman                  | Robert Fuest                                                       | Wendy Craig, Francis Matthews                                | Comedy          |                                                       |  |
| The Last Safari                    | Henry Hathaway                                                     | Kaz Garas, Stewart Granger                                   | Adventure       |                                                       |  |
| The Long Duel                      | Ken Annakin                                                        | Yul Brynner, Trevor Howard                                   | Action          |                                                       |  |
| The Magnificent Two                | Cliff Owen                                                         | Eric Morecambe, Ernie Wise                                   | Comedy          |                                                       |  |
| The Man Outside                    | Samuel Gallu                                                       | Van Heflin, Heidelinde Weis                                  | Thriller        |                                                       |  |
| Marat/Sade                         | Peter Brook                                                        | Ian Richardson, Patrick Magee Glenda Jackson                 | Drama           | Film adaptation of the play                           |  |
| Maroc 7                            | Gerry O'Hara                                                       | Gene Barry, Elsa Martinelli                                  | Thriller        |                                                       |  |
| The Mikado                         | Stuart Burge                                                       | Valerie Masterson, John Reed                                 | Musical         |                                                       |  |
| The Mini-Affair                    | Robert Anram                                                       | Georgie Fame, Rosemary Nicols                                | Romance/comedy  |                                                       |  |
| Mister Ten Per Cent                | Peter Graham Scott                                                 | Charlie Drake, Derek Nimmo, Wanda Ventham, John Le Mesurier  | Comedy          |                                                       |  |
| The Mummy's Shroud                 | John Gilling                                                       | André Morell, John Phillips                                  | Horror          |                                                       |  |
| The Naked Runner                   | Sidney J. Furie                                                    | Frank Sinatra, Edward Fox                                    | Spy             |                                                       |  |
| Night of the Big Heat              | Terence Fisher                                                     | Christopher Lee, Patrick Allen, Peter Cushing                | Sci-fi/horror   |                                                       |  |
| The Night of the Generals          | Anatole Litvak                                                     | Peter O'Toole, Omar Sharif                                   | Thriller        | Co-production with France                             |  |
| Our Mother's House                 | Jack Clayton                                                       | Dirk Bogarde, Pamela Franklin                                | Drama           |                                                       |  |
| The Penthouse                      | Peter Collinson                                                    | Suzy Kendall, Terence Morgan                                 | Drama           |                                                       |  |
| The Plank                          | Eric Sykes                                                         | Eric Sykes, Tommy Cooper                                     | Comedy          |                                                       |  |
| Poor Cow                           | Ken Loach                                                          | Terence Stamp, Carol White, John Bindon                      | Drama           |                                                       |  |
| Pretty Polly                       | Guy Green                                                          | Hayley Mills, Trevor Howard                                  | Romance/comedy  |                                                       |  |
| Privilege                          | Peter Watkins                                                      | Paul Jones, Jean Shrimpton                                   | Comedy/musical  |                                                       |  |
| The Projected Man                  | Ian Curteis, John Croydon                                          | Mary Peach, Bryant Halliday                                  | Science fiction |                                                       |  |
| Quatermass and the Pit             | Roy Ward Baker                                                     | James Donald, Andrew Keir                                    | Science fiction |                                                       |  |
| Ride of the Valkyrie               | Peter Brook                                                        | Julia Foster, Zero Mostel, Frank Thornton                    | Comedy          | Short film                                            |  |
| Robbery                            | Peter Yates                                                        | Stanley Baker, Joanna Pettet                                 | Crime/drama     |                                                       |  |
| The Sailor from Gibraltar          | Tony Richardson                                                    | Jeanne Moreau, Ian Bannen                                    | Drama           |                                                       |  |
| The Shuttered Room                 | David Greene                                                       | Gig Young, Carol Lynley, Oliver Reed, Flora Robson           | Horror          |                                                       |  |
| The Sky Bike                       | Charles Frend                                                      | Liam Redmond, William Lucas                                  | Family          | [ 2 ]                                                 |  |
| Smashing Time                      | Desmond Davis                                                      | Rita Tushingham, Lynn Redgrave                               | Comedy          |                                                       |  |
| Some May Live                      | Vernon Sewell                                                      | Peter Cushing, Joseph Cotten                                 | Thriller        |                                                       |  |
| The Sorcerers                      | Michael Reeves                                                     | Boris Karloff, Catherine Lacey                               | Horror          |                                                       |  |
| Stranger in the House              | Pierre Rouve                                                       | James Mason, Geraldine Chaplin                               | Crime           |                                                       |  |
| The Terrornauts                    | Montgomery Tully                                                   | Simon Oates, Zena Marshall, Charles Hawtrey                  | Sci-fi          |                                                       |  |
| They Came from Beyond Space        | Freddie Francis                                                    | Robert Hutton, Jennifer Jayne                                | Sci-fi          |                                                       |  |
| To Sir, with Love                  | James Clavell                                                      | Sidney Poitier, Judy Geeson, Lulu                            | Drama           |                                                       |  |
| Torture Garden                     | Freddie Francis                                                    | Burgess Meredith, Jack Palance                               | Horror          |                                                       |  |
| Two for the Road                   | Stanley Donen                                                      | Audrey Hepburn, Albert Finney, William Daniels, Eleanor Bron | Comedy          |                                                       |  |
| Two Weeks in September             | Serge Bourguignon                                                  | Brigitte Bardot, Laurent Terzieff                            | Drama           | Co-production with France                             |  |
| Ulysses                            | Joseph Strick                                                      | Milo O'Shea, Barbara Jefford                                 | Drama           | Co-production with the United States                  |  |
| The Vengeance of Fu Manchu         | Jeremy Summers                                                     | Christopher Lee, Douglas Wilmer, Tsai Chin                   | Action/drama    |                                                       |  |
| The Viking Queen                   | Don Chaffey                                                        | Don Murray, Carita                                           | Historical      |                                                       |  |
| The Vulture                        | Lawrence Huntington                                                | Robert Hutton, Akim Tamiroff                                 | Sci-fi/horror   |                                                       |  |
| The Whisperers                     | Bryan Forbes                                                       | Edith Evans, Eric Portman, Gerald Sim                        | Drama           | Evans won the Silver Bear for Best Actress at Berlin. |  |
| The White Bus                      | Lindsay Anderson                                                   | Arthur Lowe, Patricia Healey                                 | Drama           | Short film                                            |  |
| The Winter's Tale                  | Frank Dunlop                                                       | Laurence Harvey, Jane Asher                                  | Comedy          | [ 3 ]                                                 |  |
| You Only Live Twice                | Lewis Gilbert                                                      | Sean Connery, Donald Pleasence                               | Spy/action      |                                                       |  |